# 드레스덴 예술대학교
드레스덴 예술대학교(독일어: Hochschule für Bildende Künste Dresden)는 독일 드레스덴에 있는 특수 단과대학으로, 시각 예술을 가르친다. 드레스덴 예술 아카데미와 드레스덴 미술학교(Hochschule für Werkkunst Dresden)가 통합해 세워졌다.